# シラールド・ネーメト
シラールド・ネーメト（Szilárd Németh、1977年8月8日 - ）は、スロバキアのサッカー選手。スロバキア代表。ポジションはFWまたはMF。ハンガリー系少数民族の出身である。

## 経歴
1994年にスロバン・ブラチスラヴァで選手キャリアをスターすると1997年に1.FCコシツェへ移籍した。両クラブで傑出した得点能力を発揮すると、チェコの強豪スパルタ・プラハへレンタル移籍を果たした。契約終了後に再びスロバキアへ戻り、1999年にインテル・ブラチスラヴァへ移籍した。2000年と2001年にマルス・スペルリーガ得点王のタイトルを獲得すると、この頃から西ヨーロッパのクラブのスカウトの関心を集めるようになり、2001年にイングランド・プレミアリーグのミドルズブラと契約を結んだ。ミドルズブラでは4シーズン在籍しリーグ戦150試合に出場し28得点を挙げたが、彼にとっては満足のいく結果ではなかった。
2006年にフランス・リーグアンのRCストラスブールへレンタル移籍に出された後、2006年8月にミドルズブラとの契約期間が終了すると、ドイツ・ブンデスリーガのアレマニア・アーヘンと2年契約を結んだ 。2010年3月、クラブはネーメトとの契約を延長しないことを発表。同年8月に現役を引退した。
スロバキア代表としては1996年から2010年の間に国際Aマッチ59試合に出場し22得点を記録した。